# Fluorescencja

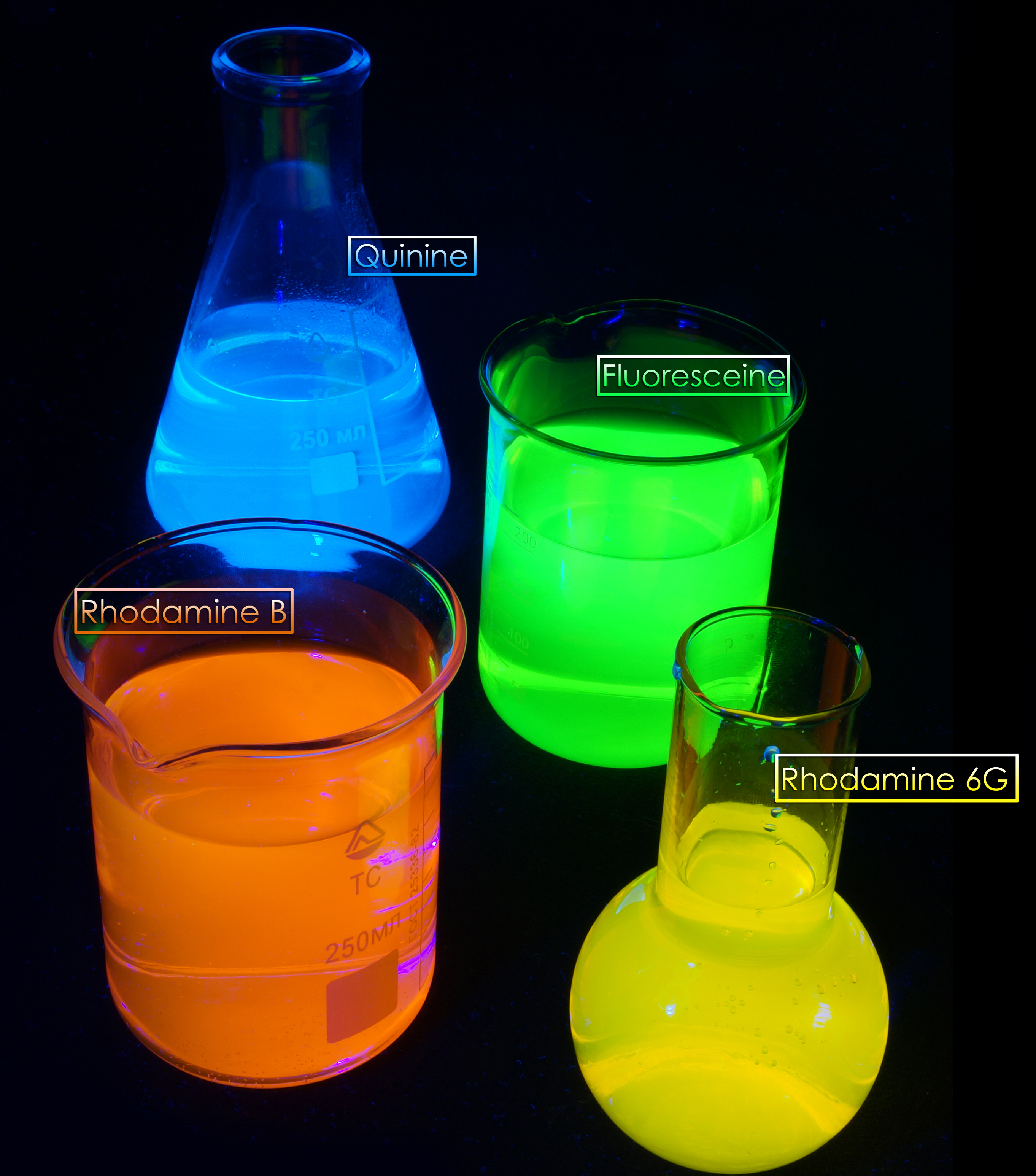
Chinina, Rodamina B, Fluoresceina oraz Rodamina 6G w wodzie oświetlone światłem ultrafioletowym

Fluorescencja – zjawisko emitowania światła przez substancję uprzednio wzbudzoną poprzez pochłonięcie światła lub innego promieniowania elektromagnetycznego; rodzaj luminescencji. Zjawisko fluorescencji jest zjawiskiem występującym naturalnie.
Emitowane światło zanika szybko po wzbudzeniu, zwykle w czasie około 10−8 s. Jeżeli czas zaniku jest znacznie dłuższy, to zjawisko jest uznawane za fosforescencję.
W niektórych przypadkach wyróżnia się także fluorescencję długożyciową, gdy czas zaniku promieniowania jest znacznie dłuższy od zwykłej fluorescencji, zwanej w tej sytuacji dla odróżnienia krótkożyciową.
Promieniowanie emitowane w wyniku fluorescencji nie zachowuje polaryzacji ani kierunkowości światła padającego. Gdy w widmie światła padającego są fotony o dostatecznie dużej energii, widmo emitowanego światła jest praktycznie niezależne od widma światła padającego. Fakty powyższe świadczą, że fala emitowana nie jest falą padającą.
Cząsteczkę zdolną do emisji fluorescencji określa się fluoroforem.

## Opis zjawiska

### Mechanizm fluorescencji
Uproszczone przedstawienie procesów absorpcji i emisji energii przez cząsteczkę chemiczną przedstawia diagram Jabłońskiego.
Padający foton wzbudza elektron w cząsteczce lub atomie. Wzbudzenie to wiąże się z wymuszeniem przejścia elektronu do wzbudzonego singletowego stanu elektronowego.
W stanie wzbudzonym cząsteczka lub atom oddziałuje z innymi w swoim otoczeniu, w wyniku czego następuje transfer energii, a elektron schodzi do najniższego poziomu oscylacyjnego wzbudzonego singletowego stanu elektronowego.
Następnie następuje promienista emisja energii przy powrocie cząsteczki ze wzbudzonego singletowego stanu elektronowego na singletowy stan podstawowy. Przejście to jest przejściem dozwolonym.
Fotony emitowane przez cząsteczkę mają niższą energię od tych, którymi została ona wcześniej wzbudzona. Pasma fluorescencji występują zatem przy większych długościach fali niż pasma wzbudzenia. W uproszczeniu dzieje się tak, ponieważ przejście emisyjne zachodzi po przekazaniu części energii oscylacyjnej do otoczenia w procesach bezpromienistych. Różnica w położeniu pasm wzbudzenia i emisji określana jest mianem przesunięcia Stokesa. Dokładna przyczyna oraz wielkość przesunięcia stokesowskiego zależy od danego układu – konkretnego fluorofora oraz jego otoczenia.
Stan wzbudzony może ulegać relaksacji także na drodze procesów bezpromienistych, czyli takich, w rezultacie których nie dochodzi do emisji światła. Procesy te są konkurencyjne dla fluorescencji i ich zachodzenie obniża prawdopodobieństwo jej zajścia.

### Wydajność kwantowa
Do opisu intensywności fluorescencji służy wielkość nazywana wydajnością kwantową. Z definicji jest to stosunek liczby fotonów wyemitowanych do zaabsorbowanych.
Maksymalna wartość wydajności kwantowej to 1 (czyli 100%). W rzeczywistości cząsteczki, których wydajność kwantowa fluorescencji to około 10% uważane są za dobrze fluorescencyjne. Pomiary wydajności kwantowej prowadzone są z użyciem substancji wzorcowych lub za pomocą metody absolutnej przy użyciu sfery całkującej.

### Anizotropia fluorescencji
Po oświetleniu zbioru cząsteczek w roztworze światłem spolaryzowanym liniowo obserwuje się częściową polaryzację fluorescencji. Wzbudzone zostają fluorofory, których kierunki dipolowego momentu przejścia w cząsteczce są w przybliżeniu równoległe do kierunku wektora elektrycznego wiązki wzbudzającej. Dzięki zjawisku fotoselekcji w momencie wzbudzenia, rozkład kierunkowy wzbudzonych cząsteczek ma charakter anizotropowy.
Pomiar anizotropii fluorescencji wykorzystać można do zbadania, jak cząsteczka fluorescencyjna porusza się w określonym środowisku. Pomiary czasu zaniku anizotropii fluorescencji stosuje się również do badania dynamiki błon biologicznych, monitorowania zmian konformacyjnych towarzyszących wiązaniu liganda do białka czy reakcji asocjacji.

### Czas życia fluorescencji
Średni czas życia fluorescencji definiowany jest jako stała czasowa zaniku fluorescencji po ustaniu promieniowania źródła (promieniowania wzbudzającego). W uproszczonym przypadku zakłada się, że zanik promieniowania można opisać funkcją wykładniczą. Jednak nie zawsze mamy do czynienia z monoekspotencjalną funkcją zaniku. Jeżeli w próbce współistnieje kilka form danego związku o różnych właściwościach absorpcyjnych i emisyjnych lub możliwe jest zachodzenie reakcji w stanie wzbudzonym czy bezpromieniste przeniesienie energii, zanik może być wielowykładniczy albo niewykładniczy.

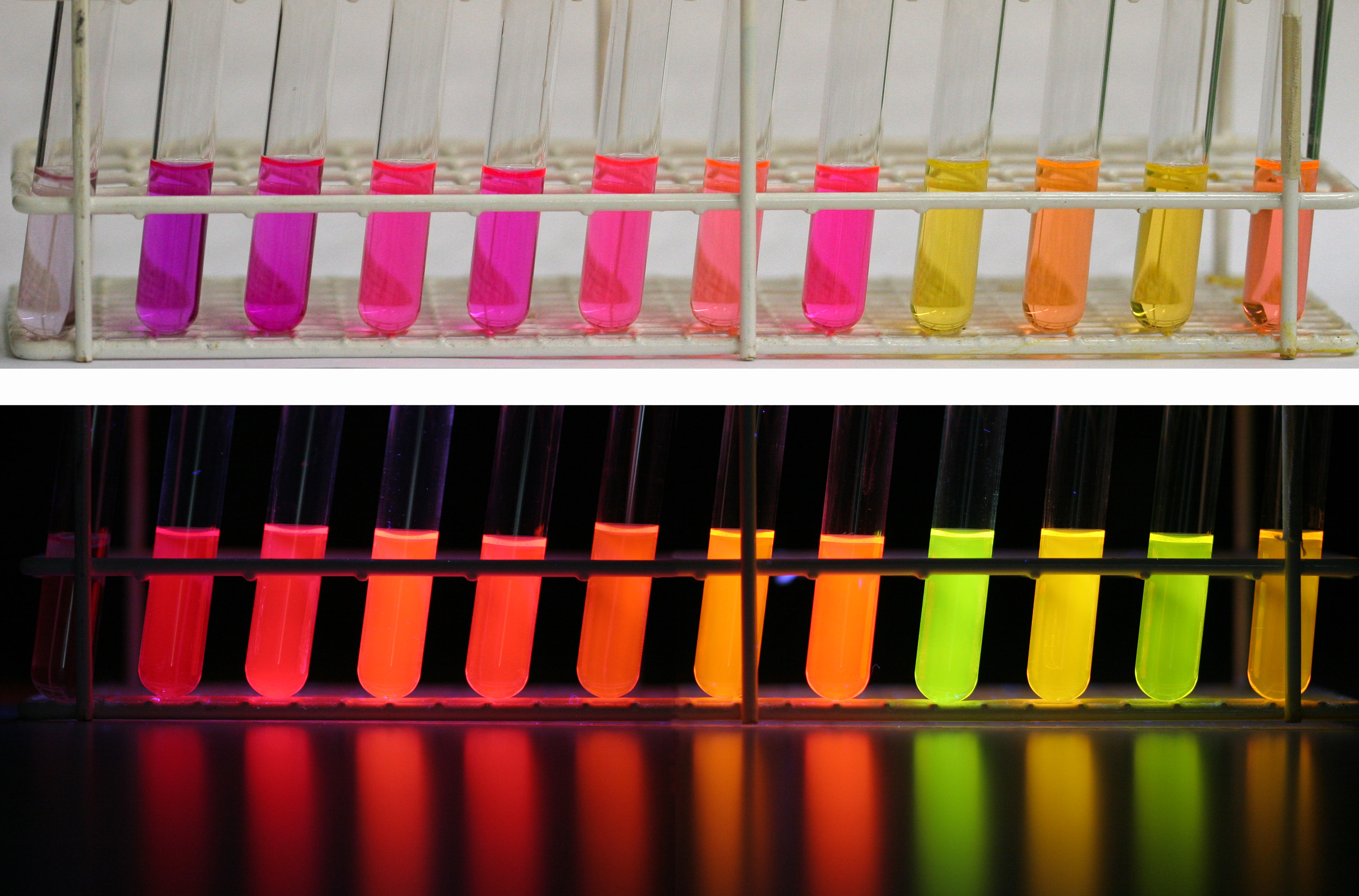
Czerwień Nilu w świetle dziennym (górny rząd) i UV (366 nm, dolny rząd) w różnych rozpuszczalnikach. Od lewej do prawej: 1. woda, 2. metanol, 3. etanol, 4. acetonitryl, 5. dimetyloformamid, 6. aceton, 7. octan etylu, 8. dichlorometan, 9. n-heksan, 10. tert-butylometyl eter, 11. cykloheksan, 12. toluen

### Polarność otoczenia a fluorescencja
Położenie maksimum emisji wielu fluoroforów zależy od polarności otaczającego środowiska, co ilościowo ujmuje zależność Lipperta:
{\displaystyle {\overline {\nu }}_{A}-{\overline {\nu }}_{E}={\frac {2}{hc}}\left({\frac {\epsilon -1}{2\epsilon +1}}-{\frac {n^{2}-1}{2n^{2}+1}}\right){\frac {(\mu _{G}-\mu _{E})^{2}}{a^{3}}}+{\text{const}}.}
gdzie lewa strona wyraża przesunięcie Stokesa w [cm−1], є oznacza przenikalność elektryczną, n – współczynnik załamania światła, µG i µE to elektryczne momenty dipolowe molekuły fluorofora (odpowiednio w stanie elektronowym podstawowym i wzbudzonym), a – promień Onsagera.

### Wygaszanie fluorescencji
Obecność pewnych substancji, tzw. wygaszaczy, może sprzyjać bezpromienistym procesom utraty energii. Zjawisko polegające na tym, że te konkurencyjne procesy zmniejszają fluorescencję, nazywa się wygaszaniem fluorescencji.
Możemy mówić o dwóch głównych mechanizmach wygaszania:
- wygaszaniu kolizyjnym (dynamicznym): W toku zderzeń stanu wzbudzonego z molekułami wygaszacza następuje bezpromienisty powrót fluorofora do stanu podstawowego.
- wygaszaniu statycznym: Utworzony zostaje kompleks wygaszacz-fluorofor w stanie podstawowym, który nie wykazuje zdolności fluorescencji.

Bardzo wydajnymi wygaszaczami są gazowy tlen w postaci cząsteczek O2 czy jony jodkowe I−.

#### Efekt filtra wewnętrznego
Przy pomiarach widm fluorescencyjnych spotkać można się też z efektem filtra wewnętrznego: wysokie stężenie fluorofora ograniczać może dostępność wiązki wzbudzającej dla molekuł w głębi roztworu, których fluorescencja staje się przez to słabsza. To odstępstwo od liniowości wynika ze zmiany gęstości optycznej ośrodka, a nie z jego właściwości molekularnych.
Aby uniknąć tego efektu, stężenie próbek ciekłych powinno być dostosowane do warunków pomiaru. Innym sposobem na przeprowadzenie pomiaru jest stosowanie mikrokuwet lub kuwet trójkątnych.

## Zastosowania

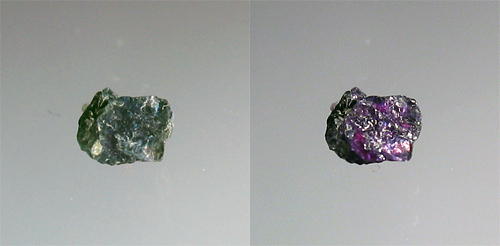
Aleksandryt oświetlony światłem nie zawierającym ultrafioletu (z lewej) i zawierającym ultrafiolet (z prawej)

Zjawisko fluorescencji jest podstawą działania lamp fluorescencyjnych (czyli popularnych świetlówek). Stosowane jest również szeroko w rozmaitych metodach badawczych, np. w mikroskopii fluorescencyjnej, cytometrii przepływowej, spektroskopii korelacji fluorescencji, teledetekcji, a także w technikach zabezpieczeń banknotów.

### Biofizyka molekularna
Otoczenie fluorofora ma silny wpływ na intensywność emisji i położenie jej maksimum. Nawet niewielkie zmiany przenikalności elektrycznej rozpuszczalnika będą wpływać na wygląd rejestrowanych sygnałów fluorescencji. Dzięki temu metody oparte na fluorescencji odgrywają ważną rolę w biofizyce i biologii molekularnej.
Przykładem takich badań jest uzyskiwanie informacji na temat dynamiki zwijania struktur III-rzędowych białek na podstawie pomiarów naturalnej fluorescencji pochodzącej od aromatycznych reszt aminokwasowych w łańcuchach białek.

### Kryminalistyka
Odciski palców można wizualizować za pomocą związków fluorescencyjnych, takich jak ninhydryna lub 1,8-diazafluoren-9-on. Wizualizacja śladów krwi realizowana jest poprzez naniesienie na powierzchnię roztworu luminolu z dodatkiem substancji utleniającej. Zaschnięte plamy śliny dają charakterystyczne widmo emisyjne w spektroskopii fluorescencyjnej dzięki obecności reszt tryptofanowych w amylazie ślinowej.